# سارا ویسکات-ویلیامز
سارا ویسکات-ویلیامز (هلندی: Sarah A. Wescot-Williams؛ زادهٔ ۸ آوریل ۱۹۵۶ در سنت مارتین فرانسه) سیاست‌مدار اهل هلند و رهبر حزب دموکراتیک سینت مارتن است که از ۱۰ اکتبر ۲۰۱۰ تا ۱۹ دسامبر ۲۰۱۴ سمت نخست‌وزیری سینت مارتن را برعهده داشت.